# Synaspismós
Synaspismós (grekiska: Συνασπισμός, Synaspismós, SYN) är ett demokratiskt socialistiskt vänsterparti i Grekland som är en del av nya vänstern. Partiets fullständiga namn är Vänsterkoalitionen för rörelser och ekologi (grekiska: Συνασπισμός της Αριστεράς των Κινημάτων και της Οικολογίας, Synaspismós tīs Aristerás tōn Kinīmátōn kai tīs Oikologías). Partiet grundades 1991 och är ett av Greklands parlamentspartier. SYN är medlem i Europeiska vänsterpartiet och sitter i Gruppen Europeiska enade vänstern/Nordisk grön vänster (GUE/NGL).